# Blackwater (serie)
Blackwater è una serie letteraria horror-gotica dell'autore statunitense Michael McDowell. In Italia è stata pubblicata per la prima volta da Neri Pozza Editore nel 2023, sebbene in lingua originale sia stata redatta nel 1983. L'opera si compone di sei volumi in quest'ordine: La Piena, La Diga, La Casa, La Guerra, La Fortuna, Pioggia. I sei volumi percorrono, a partire dal giorno di Pasqua del 1919, cinquant'anni di accadimenti lieti e funesti della famiglia Caskey, ricco e potente clan della cittadina dell'Alabama rurale, Perdido. La città prende il nome dal fiume che la attraversa, il Perdido, che giocherà un ruolo cardine nello sviluppo dell'intera storia.

## Trama
La vicenda ha inizio con l'arrivo in città di Elinor Dammert, donna tanto bella quanto misteriosa e sconosciuta alla comunità di Perdido, cittadina fittizia in Alabama - USA, bagnata dall’omonimo fiume e dal Blackwater, (da cui prende il nome la saga) le cui acque scure e profonde si uniscono vorticosamente a quelle rossastre del Perdido, dando origine ad una zona pericolosa e temuta dai cittadini, alle prese con gli strascichi e la rovina lasciati dalla piena avvenuta quattro giorni prima dell'arrivo di Elinor, trasferitasi da poco e rimasta intrappolata nella sua stanza d’albergo il giorno di Pasqua dell'anno 1919.
La protagonista, giunta in città per candidarsi al ruolo di maestra elementare, farà il suo ingresso in società grazie all’intervento di salvataggio di Oscar Caskey, rampollo di uno dei clan più potenti e ricchi della cittadina, proprietario di una delle tre segherie di Perdido, sul cui sostentamento si basa l’intera economia della città e delle zone limitrofe.
Le redini dei Caskey sono tirate dalla matriarca MaryLove, vedova con il pugno di ferro a capo delle finanze e delle vite dei numerosi membri della famiglia da cui dipendono in toto, che mal sopporterà la presenza della misteriosa donna che, ben presto, si ritroverà a vivere sotto il suo stesso tetto in quanto moglie del suo amato primogenito.
Con l’entrata di Elinor in famiglia, cose bizzarre si cominceranno a verificare a Perdido: dalla crescita improvvisa di piante nello sterile giardino della magione a misteriose sparizioni di bambini, apparentemente risucchiati dalla risacca dove i due fiumi si fondono in un vortice che non lascia scampo. Solo Elinor sembra non aver timore di quelle acque tortuose, concedendosi lunghe traversate a nuoto e bagni notturni al chiaro di luna, unico momento in cui può rivelare la sua vera essenza di creatura mostruosa delle acque.
Saranno la profonda e millenaria conoscenza del territorio e il forte carattere della protagonista, nel corso dei decenni in cui la saga si sviluppa, a farle guadagnare il titolo di nuova matriarca del clan dopo la malattia e la dipartita della spietata MaryLove, dove attraverso l’acquisizione di terre, pozzi petroliferi, proprietà e, secondo le necessità, anche di neonati, la famiglia (già facoltosa) prospererà accumulando patrimoni e ricchezze di ogni sorta.
Passano gli anni e anche per Elinor Caskey la vita presenta il conto. La sua famiglia è la più potente dell’Alabama e le sue finanze amministrate ed incrementate dalla sua primogenita, Miriam, barattata quando era ancora neonata e ceduta alla suocera MaryLove, poi cresciuta dalla cognata Sister, in cambio della casa coniugale promessa a lei e ad Oscar, figlio da cui la matriarca faceva tanta fatica a separarsi.
Sopraggiunta la vecchiaia, però, la nostalgia per le acque del suo amato fiume aumenterà fino a quando, in una notte di luna piena, con un ultimo tuffo si ricongiungerà con la sua secondogenita Frances e la sua nipotina Nerita, figlia di quest’ultima, credute da tutti morte risucchiate dalle impetuose correnti del Perdido ma, in realtà, eredi del potere di Elinor, anche loro potenti creature degli abissi.  